# Бымок (посёлок)
Бымок — посёлок в Кунгурском районе Пермского края в составе Ленского сельского поселения.

## География
Посёлок находится в западной части Кунгурского района у речки Бымок примерно в 9 километрах от села Ленск на север-северо-запад.

## Климат
Климат умеренно-континентальный с продолжительной снежной зимой и коротким, умеренно-тёплым летом. Средняя температура июля составляет +17,8°С, января −15,6°С. Среднегодовая температура воздуха составляет +1,3°С. Средняя продолжительность периода с отрицательными температурами составляет 168 дней и продолжительность безморозного периода 113 дней. Среднее годовое количество осадков составляет 539 мм.

## История
Известен с 1942 года как сельхозферма № 2 Управления местного заключения. В 1958 году уже упоминался как посёлок Бымок.

## Население
Постоянное население составляло 455 человек в 2002 году (96 % русские), 402 человека в 2010 году.